# Emilija Baranac
Emilija Baranac, née le 4 août 1994 à Vancouver, en Colombie-Britannique, est une actrice canadienne. Elle est notamment connue pour ses rôles dans les séries télévisées Riverdale et Fakes.

## Carrière
En 2022, elle tient l'un des rôles principaux de la série Fakes sur Netflix.

## Filmographie

### Cinéma
- 2018 : À tous les garçons que j'ai aimés : Genevieve
- 2020 : À tous les garçons : P.S. Je t'aime toujours : Genevieve
- 2021 : À tous les garçons : Pour toujours et à jamais : Genevieve
- 2021 : Killer Game : Hailey

### Télévision

#### Séries télévisées
- 2015 : Supernatural : Crystal Thorrson
- 2016 : #Sti : Emily
- 2017–2020 : Riverdale : Midge Klump (10 épisodes)
- 2017 : Beyond : Jaime (4 épisodes)
- 2019–2021 : Charmed : Heidi (3 épisodes)
- 2019 : Les Nouvelles Aventures de Sabrina : Audrey
- 2022 : Fakes :  Zoe Christensen (10 épisodes)
- 2022 : The Midnight Club : Katherine, Nancy

#### Téléfilms
- 2013 : Aliens in the House : Sophie
- 2015 : Les meurtres des escaliers : Paige Winters
- 2015 : Breed : Lilith
- 2017 : Étudiante en danger : Kristina Roberts
- 2019 : Mariage, Désirs... et Imprévus ! : Olivia Cartwright